# Ribeira Seca (curso de água da Calheta)
A Ribeira Seca  é um curso de água português localizado na freguesia da Ribeira Seca, concelho da Calheta, ilha de São Jorge, arquipélago dos Açores.
Este curso de água tem origem a uma cota de cerca de 600 metros de altitude nos contrafortes montanhosos do Complexo Vulcânico do Topo, designadamente entre o Urzal e Brejo do Cordeiro. Procede à drenagem de uma bacia hidrográfica que engloba os contrafortes destas elevações no norte da ilha estendendo-se daí para a costa sul da ilha.
Desagua no oceano Atlântico depois de atravessar a localidade da Silveira numa baía próximo à Ponta do Forcado.